# Gonomyia aitkeniana
Gonomyia aitkeniana är en tvåvingeart som beskrevs av Alexander 1979. Gonomyia aitkeniana ingår i släktet Gonomyia och familjen småharkrankar.
Artens utbredningsområde är Panama. Inga underarter finns listade i Catalogue of Life.